# EuroVelo 16
L’EuroVelo 16 (EV 16), également dénommée « Véloroute ibérique », est une véloroute EuroVelo faisant partie d’un programme d’aménagement de voie cyclable à l’échelle européenne. Longue de 1 896 km, elle reliera Pampelune à Lisbonne à l'horizon 2028. L’itinéraire traversera l'Espagne et le Portugal, en passant par Madrid,.